# Niemeyera lissophylla
Niemeyera lissophylla là một loài thực vật có hoa trong họ Hồng xiêm. Loài này được (Pierre ex Baill.) T.D.Penn. mô tả khoa học đầu tiên năm 1991.